# Никарой (башенный комплекс)
Никарой (чечен. Никара) — древний башенный комплекс, один из наиболее сохранившихся памятников средневекового зодчества Чеченской Республики.

## География
Расположен на юго-западе Чеченской Республики, в бывшем селении Никарой расположенного на территории горного Галанчожского района. Башенный замок возведён на узком труднодоступном скальном гребне в междуречье двух рукавов реки Никар-эхк, закрытом с трех сторон горными массивами. Расположен на высоте 1800 метров над уровнем моря.

## История
В горных района Чечни башенная архитектура достигла наивысшего развития. Особенно это проявилось в архитектуре боевых башен, которые являются вершиной средневекового зодчества.
Никарой отдельный башенный комплекс датируется XIV веком. Располагается в высокогорном районе Терлоевского ущелья.
С 1958 года Терлоевское ущелье стало зоной изучения Горного (Аргунского) отряда Северо-Кавказской экспедиции — Института археологии АН СССР под руководством В. И. Марковина.
Исторический и архитектурный комплекс «Никарой» неоднократно обследовался этнологом Л. Ильясовым c 2005 года.
В июне 2019 года группой археологов в местечке Элд-Пха, что находится не далеко от башенного комплекса Никарой в Терлоевском ущелье, обнаружила камень в кладке стены с надписью на древнем грузинском алфавите. Надпись на камне выполненная Грузинским шрифтом асомтаврули читается как «Тамр». При этом археологами уточняется, что этот древнегрузинский алфавит употреблялся в Грузии X—XII веках, что совпадает с датой властвования в Грузии царицы Тамар. Надпись на развалинах одного из строений возможно говорит о культурных связях Грузии с Чеченскими обществами. Такие же находки были сделаны и описаны в научных трудах в 1975-76 годах.

## Описание
Никарой состоит из пятиэтажной боевой башни с пирамидально-ступенчатой кровлей, одной полубоевой, достигающей в высоту шесть этажей, мечети, более десятка жилых сооружений, и старинного мусульманского кладбища. Одна из жилых башен Никарой имеет своеобразный архитектурный стиль отличающийся от других типовых башен. Классическая жилая башня имела близкое к квадратному основание (обычно 8—10 × 8—12 м) сужалась кверху, имела от 2 до 4 этажей (однако в селении Никарой сохранилась 6-этажная) и плоскую земляную крышу. Сужение достигалось из-за утончения стен в верхней части и наклона их внутрь. Толщина стен варьировалась от 1,2-0,9 метра в нижней части до 0,7-0,5 метра в верхней. В полубоевой башне сохранились холодильные камеры сделанные в нишах стен для хранения припасов. На арочных сводах сохранились петроглифы в виде спирали солярных знаков.

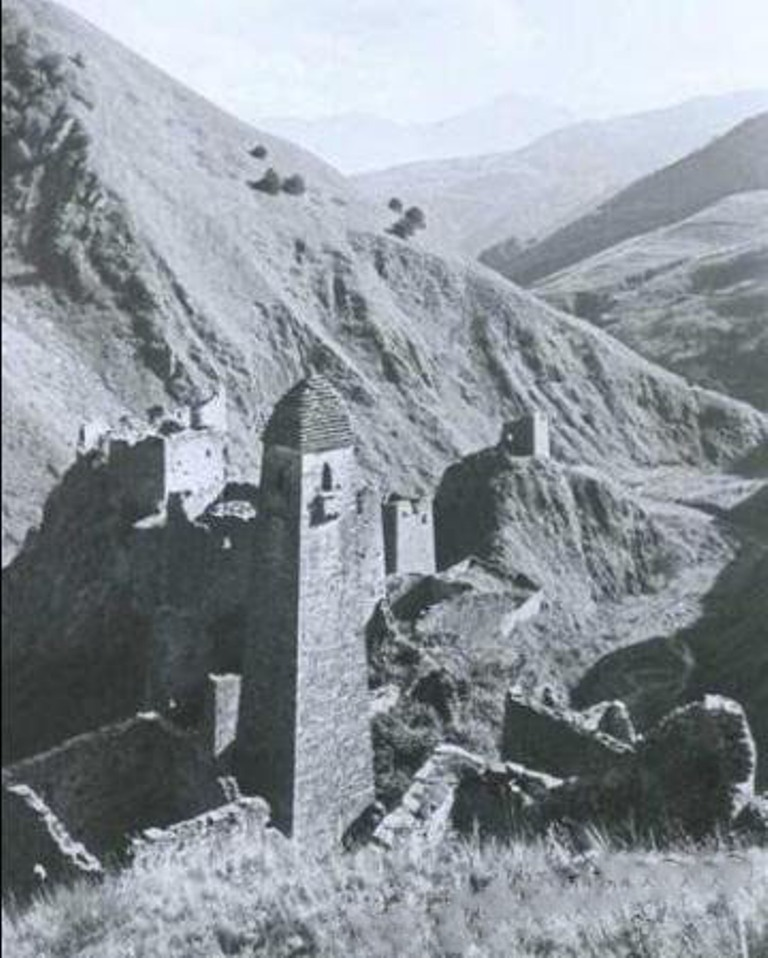
Боевая башня аула Никарой (чеч. Никара)